# کاتسینا دوشکووا
کاتسینا دوشکووا (انگلیسی: Kateřina Došková؛ زادهٔ ۲۰ فوریهٔ ۱۹۸۲) بازیکن فوتبال اهل جمهوری چک است.
وی همچنین در تیم ملی فوتبال زنان جمهوری چک بازی کرده‌است.